# أرتاك غريغوريان
أرتاك غريغوريان (بالأرمنية: Արտակ Գրիգորյան)‏ هو لاعب كرة قدم أرميني في مركز الوسط، ولد في 19 أكتوبر 1987 في يريفان في أرمينيا. شارك مع منتخب أرمينيا لكرة القدم. أما مع النوادي، فقد لعب مع أرارات يريفان وألاشكرت ونادي أوليسيس ونادي جاندجاسر كابان ونادي شيراك ونادي ميكا.

## وصلات خارجية
- أرتاك غريغوريان على موقع الاتحاد الدولي (مؤرشف)  (الإنجليزية)
- أرتاك غريغوريان على موقع الاتحاد الأوربي (الإنجليزية)
- أرتاك غريغوريان على موقع قاعدة بيانات كرة القدم.إي يو (الإنجليزية)
- أرتاك غريغوريان على موقع ناشيونال فوتبول تيمز (الإنجليزية)
- أرتاك غريغوريان على موقع Soccerway.com (الإنجليزية)